# Mano a mano
Mano a mano ist ein mexikanischer Film aus dem Jahr 1932, der vom Filmregisseur Arcady Boytler gedreht wurde. Bei dem Film, dessen Drehbuch von Fernando A. Rivero verfasst worden war, handelte es sich um ein im ländlichen Raum angesiedeltes Melodrama. Die Handlung handelt von Manuel, der beim Glücksspiel seinen ganzen Besitz verliert. Er begeht Suizid und lässt seiner Schwester Anita durch seinen Freund Armado seinen Abschiedsbrief zukommen. Er und Anita verlieben sich. Dann aber findet Armado heraus, dass sein Freund noch lebt und dessen Schwester ihn um Geld betrügen soll. Banditen, unter denen sich auch Manuel befindet, greifen Armados Ranch an. Bei diesem Überfall erschießt der Neffe Armados, Pepito, Manuel. Am Ende des Films vergibt Armado Anita, und die beiden kommen wieder zusammen. Die Produktionsfirma von Mano a mano war Producciones Alcayde.